# Serie A de 1940–41
O Campeonato Italiano de Futebol de 1940–41, denominada oficialmente de Serie A 1940-1941, foi a 41.ª edição da principal divisão do futebol italiano e a 12.ª edição da Serie A. O campeão foi o Bologna que conquistou seu 6.º título na história do Campeonato Italiano. O artilheiro foi Ettore Puricelli, do Bologna (22 gols).

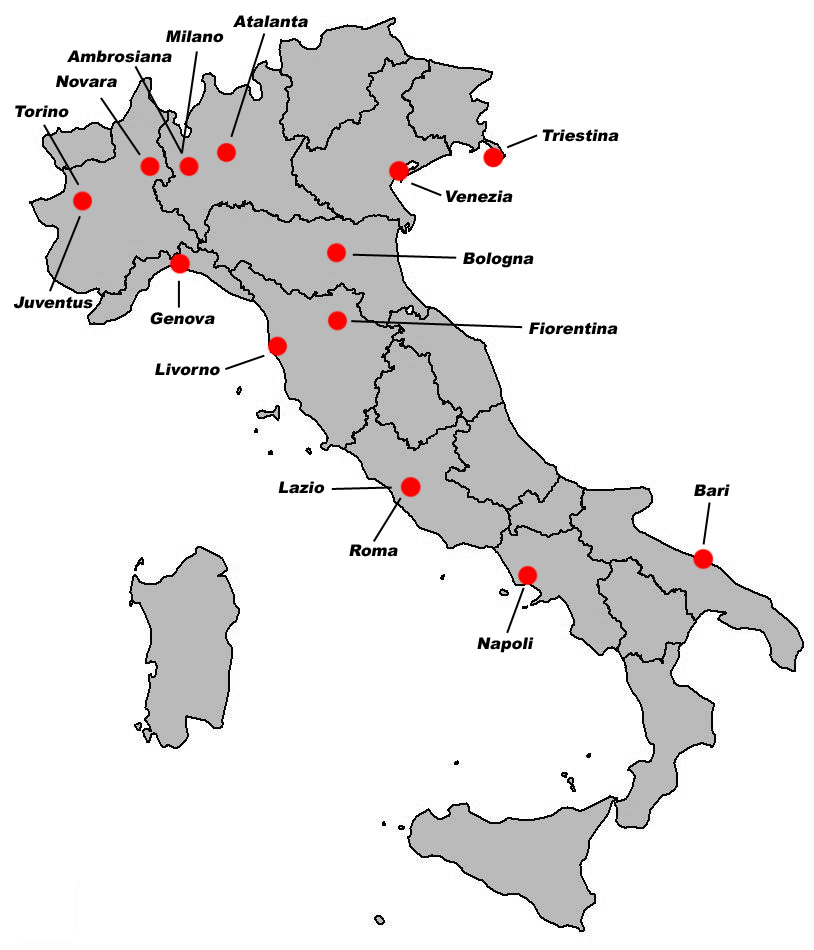
Distribuição das equipes da Serie A 1940–41

## Classificação
| Pos. | Equipes          | Pts | J  | V  | E  | D  | GP | GC | SG  | Classificação ou Rebaixamento             |
| ---- | ---------------- | --- | -- | -- | -- | -- | -- | -- | --- | ----------------------------------------- |
| 1    | Bologna          | 39  | 30 | 16 | 7  | 7  | 60 | 37 | 23  | Campeão                                   |
| 2    | Ambrosiana-Inter | 35  | 30 | 14 | 7  | 9  | 52 | 42 | 10  |                                           |
| 3    | Milano           | 34  | 30 | 12 | 10 | 8  | 55 | 34 | 21  |                                           |
| 4    | Fiorentina       | 34  | 30 | 14 | 6  | 10 | 60 | 49 | 11  |                                           |
| 5    | Juventus         | 32  | 30 | 12 | 8  | 10 | 50 | 47 | 3   |                                           |
| 6    | Atalanta         | 31  | 30 | 11 | 9  | 10 | 45 | 38 | 7   |                                           |
| 7    | Torino           | 30  | 30 | 11 | 8  | 11 | 54 | 50 | 4   |                                           |
| 8    | Napoli           | 30  | 30 | 11 | 8  | 11 | 41 | 48 | –7  |                                           |
| 9    | Triestina        | 29  | 30 | 9  | 11 | 10 | 43 | 39 | 4   |                                           |
| 10   | Genova 1893      | 29  | 30 | 10 | 9  | 11 | 46 | 44 | 2   |                                           |
| 11   | Roma             | 29  | 30 | 9  | 11 | 10 | 48 | 46 | 2   |                                           |
| 12   | Venezia          | 29  | 30 | 8  | 13 | 9  | 39 | 44 | –5  |                                           |
| 13   | Livorno          | 28  | 30 | 9  | 10 | 11 | 40 | 51 | –11 |                                           |
| 14   | Lazio            | 27  | 30 | 7  | 13 | 10 | 38 | 42 | –4  |                                           |
| 15   | Novara           | 27  | 30 | 8  | 11 | 11 | 31 | 38 | –7  | Zona de rebaixamento à Serie B de 1941–42 |
| 16   | Bari             | 17  | 30 | 5  | 7  | 18 | 31 | 84 | –53 | Zona de rebaixamento à Serie B de 1941–42 |

## Premiação
| Serie A de 1940–41           |
| Emilia-Romagna               |
| ---------------------------- |
| BOLOGNA Campeão (6.º título) |

## Artilheiros
| Pos. | Jogador            | Equipe      | Gols |
| ---- | ------------------ | ----------- | ---- |
| 1    | Ettore Puricelli   | Bologna     | 22   |
| 2    | Amedeo Amadei      | Roma        | 18   |
| 2    | Romeo Menti        | Fiorentina  | 18   |
| 4    | Carlo Reguzzoni    | Bologna     | 17   |
| 5    | Aldo Boffi         | Milano      | 16   |
| 5    | Guglielmo Gabetto  | Juventus    | 16   |
| 7    | Franco Ossola      | Torino      | 14   |
| 8    | Luigi Rosellini    | Napoli      | 13   |
| 9    | Gino Cappello      | Milano      | 12   |
| 9    | Francesco Cergoli  | Triestina   | 12   |
| 9    | Dante Di Benedetti | Fiorentina  | 12   |
| 12   | Michelangelo Pantò | Roma        | 11   |
| 12   | Giacomo Neri       | Genova 1893 | 11   |
| 14   | Severino Cominelli | Atalanta    | 10   |
| 14   | Vinicio Viani      | Livorno     | 10   |
| 14   | Silvio Piola       | Lazio       | 10   |